# Elefteres
Elefteres (gr. Ελευθερές) – miejscowość w Grecji, w administracji zdecentralizowanej Macedonia-Tracja, w regionie Macedonia Wschodnia i Tracja, w jednostce regionalnej Kawala, w gminie Pangeo. W 2011 roku liczyła 1303 mieszkańców.
Do 1 stycznia 2011 roku miejscowość Elefteres leżała w gminie Elefteres (prefektura Kawala), której populacja wynosiła 7277 mieszkańców (stan na 2001 rok). Główną miejscowością gminy było Nea Peramos (populacja 2468 mieszkańców). Oprócz Nea Peramos w skład gminy wchodziły także: Ajos Andreas (populacja 340 mieszkańców), Elefteres (populacja 1326 mieszkańców), Eleochori (populacja 1126 mieszkańców), Folia (populacja 575 mieszkańców) Mirtofito (populacja 484 mieszkańców) oraz Nea Iraklitsa (populacja 959 mieszkańców). 